# 圣日耳曼城
圣日耳曼城（法語：Saint-Germain-la-Ville，法語發音：[sɛ̃ ʒɛʁmɛ̃ la vil]）是法国马恩省的一个市镇，属于香槟沙隆区。

## 地理
圣日耳曼城（48°53'0"N, 4°26'46"E）面积11.74 平方千米，位于法国大東部大區马恩省，该省份为法国东北部内陆省份，北起阿登省，西北接埃纳省，西南接塞纳-马恩省，南至奥布省，东南接上马恩省，东临默兹省。
与圣日耳曼城接壤的市镇（或旧市镇、城区）包括：舍皮、马恩河畔迈里、马尔松、马恩河畔韦西尼厄勒。

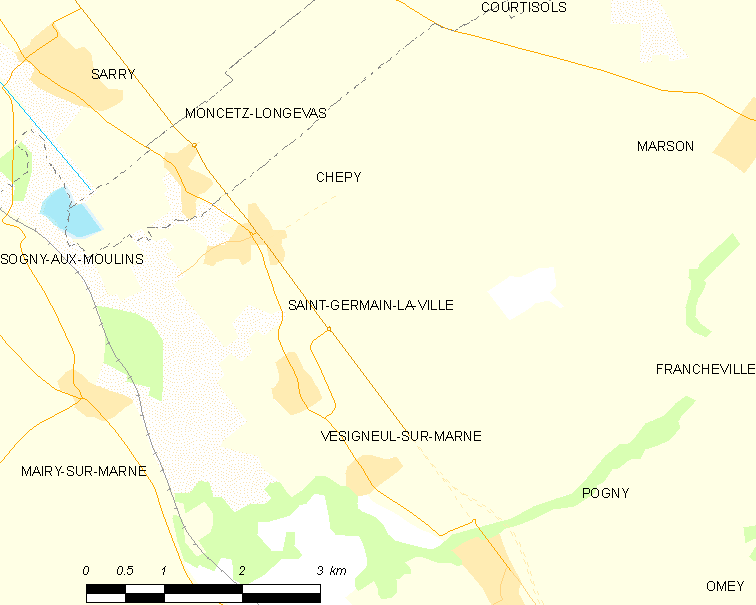
圣日耳曼城的OSM定位图

圣日耳曼城的时区为UTC+01:00、UTC+02:00（夏令时）。

## 行政
圣日耳曼城的邮政编码为51240，INSEE市镇编码为51482。

## 政治
圣日耳曼城所属的省级选区为香槟沙隆第三县。

## 人口

1962-2008年间圣日耳曼城人口变化图示

圣日耳曼城于2022年1月1日时的人口数量为669人。